# Велике Сорокино
Велике Соро́кино (рос. Большое Сорокино) — село, адміністративний центр Сорокинського району Тюменської області, Росія.

## Географія
Село розташоване на березі річки Ік за 59 км від залізничної станції Ішим (на лінії Тюмень — Омськ).

## Історія
Село засноване в 1762 році козаками. За офіційними даними утворено в 1747 році згадується як село Сорокино, налічувалося 4 селянських душі: Федоров, Шмаков, Петров, Ярославцев. За розповідями старожил це були переселенці з річки Дону і річки Чели, у народі старожилів села досі називають «челдонамі». Село знаходиться на шляху великого сибірського тракту, але через болота та болотисті ґрунти дорога пролягла в стороні від нього, по берегу річки Ік. У 1871 році в офіційних документах згадується вже як село Велике Сорокино, яке було центром Великосорокинської волості.

## Населення
Населення — 5317 осіб (2010, 5497 у 2002).
Національний склад станом на 2002 рік:
- росіяни — 90 %